# بنك الطعام الإندونيسي
بنك الطعام الإندونيسي هو مؤسسة غير ربحية تعمل في القطاع الاجتماعي. يقع بنك الطعام الإندونيسي في جاكرتا ، وهو أول بنك طعام في البلاد يعمل بنشاط لتوفير الوصول إلى الغذاء والقضاء على الجوع في مناطق مختلفة في جميع أنحاء إندونيسيا . تدعم حرية المعلومات أيضًا الدولة في تحقيق أهداف التنمية المستدامة (SDGs) ، من خلال تعزيز السيادة الغذائية وتنفيذ أنماط مسؤولة للإنتاج والاستهلاك.
شعاربنك الطعام الإندونيسي (FOI) هو "خذ ما تحتاج إليه، وأعط ما تستطيع". 
يعمل بنك الطعام الإندونيسي (FOI) من خلال فرعين متميزين، يخدم كل منهما جانبًا محددًا من مهمتنا. أولاً، نسعى إلى معالجة مسألة فائض الغذاء من خلال توجيه هذه الموارد نحو توفير سبل العيش للأفراد عبر مختلف الطبقات الاجتماعية والاقتصادية الذين يجدون أنفسهم في حاجة إليها. وتتوافق هذه المبادرة مع التزامنا بتخفيف حدة الجوع وضمان استخدام فائض الغذاء من أجل تحسين المجتمعات.
ثانيًا، في الحالات التي لا يكون فيها فائض الغذاء مناسبًا للاستهلاك المباشر، تشارك حرية المعلومات في الإنتاج الغذائي الاستراتيجي في المناطق ذات الخبرة الزراعية الراسخة. وينطوي ذلك على تحويل المواد غير الصالحة للأكل إلى مدخلات زراعية ذات قيمة، وخاصة الأسمدة. ومن خلال القيام بذلك، فإننا نساهم في النهوض بالممارسات الزراعية المستدامة وتعزيز المرونة الشاملة للقطاع الزراعي.

## تاريخ
يتميز بنك الطعام الإندونيسي ، الذي تأسس في 20 مايو 2015 في جاكرتا ، بكونه أول بنك طعام في إندونيسيا. يعمل بنك الطعام الإندونيسي (FOI)، الذي أسسه ويدا سيبتياني وهيندرو أوتومو، وهما فردان متفانيان أصبحا القوة الدافعة وراء المنظمة، ككيان غير ربحي يعمل بمثابة مستودع لفائض الغذاء، وتوجيهه إلى المجتمعات المحتاجة. كان إنشاء حرية المعلومات في مايو 2015 بمثابة خطوة ملموسة في التزامهم بدعم شبكة بنوك الطعام العالمية ، وهي منظمة عالمية غير ربحية مكرسة لتوزيع الغذاء على المحتاجين.
تلعب حرية المعلومات دورًا حاسمًا في جمع فائض الغذاء لتوزيعه على المستفيدين، وخاصة الفئات الضعيفة مثل الأطفال وكبار السن وأولئك الذين يواجهون تحديات اقتصادية. حاليًا، تمتد تغطية حرية المعلومات إلى 39 موقعًا في جاوة وخارجها. تمتلك المنظمة شبكة تضم 4454 متطوعًا ومانحًا من مختلف الشركات والمتاجر ومنتجي المواد الغذائية وتجار التجزئة. قام معًا، جنبًا إلى جنب مع الجهات المانحة والمتطوعين، بتوزيع 1,246 طنًا أو 88,095 طردًا غذائيًا لعملاء المنظمة، بما في ذلك الأطفال وضحايا الكوارث الطبيعية وكبار السن والعمال غير الرسميين وغيرهم.

## مشكلة هدر الطعام في إندونيسيا
برز فقد وهدر الغذاء (FLW) كأهداف رئيسية لتحقيق أهداف التنمية المستدامة (SDGs) بحلول عام 2030. وفقًا لوزارة البيئة والغابات، فإن جزءًا كبيرًا، 44%، من مدافن النفايات في إندونيسيا يُعزى إلى هدر الطعام. يسلط تقرير صادر عن وحدة المعلومات الاقتصادية الضوء على إندونيسيا باعتبارها واحدة من المساهمين الرئيسيين في العالم في هدر الطعام، مع رقم مثير للقلق يبلغ 300. كجم/فرد/سنة.
يقدر بابيناس حجم هدر الطعام في إندونيسيا، والذي يمتد من عام 2000 إلى عام 2019، في حدود 115-184 كجم/فرد/سنة. تؤكد هذه الدراسة على الحاجة إلى سياسة وطنية تتناول الحد من الفاقد والمهدر من الأغذية وتوفير بيانات وطنية شاملة عن الفاقد والمهدر من الأغذية. يُقترح دمج التكنولوجيا في جميع أنحاء سلسلة الإمدادات الغذائية، بدءًا من الحصاد وحتى التوزيع بالتجزئة، كحل لتقليل فقد الأغذية إلى الحد الأدنى. وتتطلب الاستراتيجيات الناجحة لمكافحة هدر الطعام التنشئة الاجتماعية على نطاق واسع، ومبادرات تعليمية، وحركة عامة منسقة. يعتبر التعليم الثقافي المبكر الذي لا يشجع على هدر الطعام أمرًا بالغ الأهمية. يحمل تنفيذ اللوائح والاستراتيجيات للحد من الفاقد والمهدر من الغذاء القدرة على تعزيز توافر الغذاء بشكل كبير، وتعزيز الأمن الغذائي المستدام والتغذية في إندونيسيا.   

### ماذا عن النظام الغذائي في إندونيسيا؟
يشمل النظام الغذائي في إندونيسيا جوانب مختلفة، ويمكن تقسيمه، مثل معظم البلدان، إلى فئتين رئيسيتين: النظام الغذائي التقليدي وأنظمة الغذاء البديلة. فيما يلي نظرة عامة على النظام الغذائي في إندونيسيا:
1. النظام الغذائي التقليدي:
  - الإنتاج الضخم: تأتي غالبية الأغذية المستهلكة من الإنتاج الضخم، بما في ذلك المحاصيل الأساسية مثل الأرز والذرة وفول الصويا، وكذلك الماشية مثل الدجاج والأبقار والأسماك.
  - التوزيع وسلسلة التوريد: يتم توزيع هذه المنتجات من خلال سلسلة التوريد التي تشمل المزارعين والتجار والموزعين وتجار التجزئة. يتم بيع جزء كبير من المنتجات الغذائية من خلال الأسواق التقليدية ومحلات السوبر ماركت والمتاجر الصغيرة.
2. الأنظمة الغذائية البديلة:
  - الزراعة المحلية: هناك اتجاه متزايد للزراعة المحلية والصغيرة الحجم في إندونيسيا، بما في ذلك الزراعة العضوية والمستدامة. يجوز للمجتمعات العاملة في الزراعة المحلية بيع منتجاتها مباشرة إلى المستهلكين أو من خلال الأسواق المحلية.
  - المبادرات التعاونية: تقوم بعض المجموعات المجتمعية أو المزارعين بتشكيل تعاونيات أو مجموعات منتجة لتعزيز وصولهم إلى الأسواق وزيادة القدرة على المساومة من أجل التسعير العادل.
3. القضايا والتحديات:
  - عدم المساواة في الوصول: على الرغم من تنوع الموارد الغذائية في إندونيسيا، هناك تحديات في توزيع الغذاء بالتساوي، وخاصة في المناطق الريفية.
  - التعرض لتغير المناخ: يمكن أن تتأثر الزراعة الإندونيسية بتغير المناخ، مما يؤثر على الإنتاجية وتوافر الغذاء.
  - تطوير البنية التحتية: تحتاج البنية التحتية مثل الطرق ومرافق التخزين والتوزيع إلى التحسين المستمر لتعزيز الكفاءة وتوافر الغذاء.
4. البرامج الحكومية:
  - لدى الحكومة الإندونيسية برامج لدعم الزراعة والأمن الغذائي، بما في ذلك حوافز للمزارعين، وبرامج المساعدات الغذائية، وحملات لرفع مستوى الوعي العام حول أنماط الأكل الصحي.

## مشكلة هدر الطعام
تكشف أحدث البيانات العالمية أن 8% من جميع الأغذية المنتجة في جميع أنحاء العالم تُفقد على مستوى المزرعة، و14% بين بوابة المزرعة وقطاع التجزئة، و17% على مستوى المستهلك (بما في ذلك الأسر وتجار التجزئة والمطاعم وغيرها من المواد الغذائية). الخدمات) (منظمة الأغذية والزراعة 2019؛ برنامج الأمم المتحدة للبيئة 2021). ترتبط التداعيات الاقتصادية للنفايات المستهلكة في المقام الأول بقيمة الأغذية المفقودة، والتي يمكن الحفاظ عليها من خلال منع النفايات بشكل فعال. تشير العديد من الدراسات إلى أن برامج مكافحة هدر الطعام غالبًا ما تحقق عائدًا اقتصاديًا مرتفعًا، وتقدم فوائد كبيرة مع الحد الأدنى من الاستثمار، خاصة عند التركيز على الوقاية (هانسون وميتشل 2017). ينبع التأثير البيئي لـ FLW من استخدام المواد الخام والموارد الطبيعية لإنتاج أغذية غير مستهلكة، مما يساهم في 26% من انبعاثات الغازات الدفيئة العالمية، بشكل أساسي من العمليات الزراعية وتربية الماشية. ومع معدلات الفاقد والمهدر الحالية، فهذا يعني أن ما يصل إلى 6% من انبعاثات الغازات الدفيئة العالمية تعزى إلى إنتاج الغذاء الذي يتم فقده داخل سلسلة التوريد أو أثناء الاستهلاك (Poore and Nemecek 2018). تؤثر أوجه القصور في هدر وهدر الغذاء أيضًا على الأمن الغذائي، مما يعرض للخطر قدرة سلاسل الإمدادات الغذائية على إطعام العدد المتزايد من السكان، والذي من المتوقع أن يصل إلى تسعة مليارات نسمة. ومن وجهة نظر أخلاقية، فإن إهدار مليارات الأطنان من الغذاء أمر مؤسف، خاصة عندما يعاني واحد من كل عشرة أشخاص على مستوى العالم من نقص التغذية (منظمة الأغذية والزراعة 2019).   
قدمت الدراسات الأولية حول عمال الاستقبال نظرة عامة على حجم المشكلة (Parftt et al. 2010; Gustavsson et al. 2011) ولعبت دورًا حاسمًا في رفع مستوى الوعي حول هذه القضية. زاد عدد الدراسات التي أبلغت عن كميات الفاقد من الطعام في مراحل مختلفة من السلسلة الغذائية بشكل ملحوظ بعد عام 2010، مما يقدم أدلة على توليد الفاقد من الطعام في بيئات مختلفة. ومع ذلك، ظل النهج مجزأًا لعدة سنوات، حيث ركزت الدراسات غالبًا على دراسات الحالة التي كان من الصعب توسيع نطاقها أو تعميمها. في السنوات الأخيرة، في أعقاب الاتفاق العالمي بشأن أهداف التنمية المستدامة لخطة عام 2030، كانت هناك ضغوط متزايدة لتوحيد طرق قياس الفاقد والمهدر من الطعام عبر البلدان ومراحل سلسلة الإمدادات الغذائية. والهدف من ذلك هو توفير بيانات مدخلات موثوقة لرصد التقدم المحرز نحو تحقيق الأهداف المحددة للحد من الفاقد والمهدر من الأغذية. 

## نشاط المنظمة
يقوم بنك الطعام الإندونيسي بأنشطة مختلفة، بما في ذلك:
1. مينتاري بانغساكو (MB) مينتاري بانغساكو هو برنامج غذائي مدرسي للأطفال الصغار من الأسر المتواضعة. يتم تنفيذ هذا البرنامج في المقام الأول من خلال التعليم في مرحلة الطفولة المبكرة (باود)، ويضمن أن الأطفال يمكن أن ينمووا ويتعلموا بشكل فعال خلال سنوات تكوينهم، ليصبحوا "شموس" الأمة في المستقبل. يتم تنفيذ البرنامج عادة لغرس عادة تناول وجبة الإفطار بين الأطفال. أحد مؤشرات الإنجاز لبرنامج مينتاري بانغساكو هو برنامج الغذاء المستقل. يعد برنامج الغذاء المستقل امتدادًا لمبادرة مينتاري بانغساكو، حيث تصبح المدارس قادرة على توفير إمكانية الوصول إلى الطعام لطلابها بشكل مستقل، دون مساعدة من بنك الطعام الإندونيسي. يتعاون هذا البرنامج مع باود والمدارس الابتدائية (SD) في 22 مدينة ومقاطعة عبر إندونيسيا.
2. ساياب داري ايبو (ساداري) ساياب داري ايبو هو برنامج مصمم لمساعدة الأمهات على ضمان حصول أطفالهن على الطعام المغذي، مما يمكنهم من التحليق وتحقيق أحلامهم. يتضمن هذا البرنامج التدخل الغذائي للأطفال الذين تتراوح أعمارهم بين 0-5 سنوات، والأمهات الحوامل والمرضعات. بالإضافة إلى ذلك، فإنه يوفر التعليم والتوجيه للأطفال والآباء ومقدمي الرعاية وقادة الحكومة المحلية والعاملين في مجال الصحة المجتمعية، بهدف تعزيز المعرفة والمهارات التي يمكن أن تؤثر على السلوك. الهدف النهائي هو تمكين الأمهات ومقدمي الرعاية من توفير بيئة صحية ومغذية لأطفالهم.
3. الاستجابة في حالات الكوارث الطارئة (رد) هو برنامج للاستجابة للكوارث يهدف إلى تقديم المساعدة في مرحلة ما بعد الكوارث، بما في ذلك المواد الغذائية والاحتياجات اللوجستية الأخرى، لضحايا الكوارث، مع التركيز بشكل خاص على الأطفال والنساء وكبار السن. ويهدف البرنامج إلى تقديم الأمل والتشجيع لضحايا الكوارث، ومساعدتهم على التعافي وإعادة البناء بسرعة.
4. كيبون بانجان كومونيتاس (كيباك) يهدف كيباك إلى تعزيز قدرة الأسرة على الصمود في مجال الغذاء على مستوى المجتمع المحلي. في هذا البرنامج، يتم تشجيع المجتمعات الأسرية على إنتاج الأغذية المحلية بشكل مستقل، بما في ذلك النباتات والماشية. ويضمن هذا النهج توفير الغذاء بشكل فعال، وخاصة للفئات الضعيفة مثل الأطفال داخل الأسر. ويؤكد البرنامج على الاكتفاء الذاتي والاستدامة من خلال تمكين الأسر من زراعة وزيادة مواردها الغذائية الخاصة.
5. قربان هينجا بيلوسوك هو برنامج سنوي من قبل بنك الطعام الإندونيسي يهدف إلى توزيع الأضحية على المناطق النائية، خاصة خلال الاحتفال بعيد الأضحى. من خلال قربان إلى المناطق النائية، تسعى FOI جاهدة إلى تشجيع المجتمعات على تحسين تغذية الأطفال في القرى المنعزلة من خلال ضمان توفير البروتين الحيواني. ويهدف البرنامج أيضًا إلى مشاركة متعة ومتعة تناول لحوم الأضاحي مع العائلات في هذه المناطق النائية والتي نادرًا ما تتاح لها الفرصة للاستمتاع بها.
6. دابور بانجان (FOI) (دي بي أف) هو برنامج لتجهيز الأغذية يحركه المجتمع ويهدف إلى توزيع الطعام على كبار السن والأطفال المحتاجين. على المستوى المجتمعي، تتولى قيادة صندوق سياسات التنمية مجموعات متطوعة تعمل بنشاط على مكافحة الجوع من خلال إعداد وتوزيع الأطعمة المغذية. أنشئت لمساعدة المجتمعات المحلية في الحصول على طعام كريم ومغذي، تعمل مؤسسة تمويل التنمية وفقًا للقانون، مع الاعتراف بالحصول على الغذاء الجيد كحق أساسي من حقوق الإنسان. إنه يعزز روح التعاون المتبادل داخل المجتمعات من خلال الأنشطة القائمة على الغذاء. تعمل (دي بي أف) حاليًا في 115 موقعًا في منطقة جابوتابيك.